# Kodala, Pandavapura
Kodala là một làng thuộc tehsil Pandavapura, huyện Mandya, bang Karnataka, Ấn Độ.